# Александровка (Духовницкий район)
Александровка — деревня в Духовницком районе Саратовской области, в составе сельского поселения Горяиновское муниципальное образование.
Население — 88 (2010).

## История
В Списке населённых мест Российской империи по сведениям за 1859 год упоминается как владельческая деревня Александровка Николаевского уезда Самарской губернии, расположенная при реке Стерехе между Волгским и Хвалынскими трактами на расстоянии 50 вёрст от уездного города. В населённом пункте проживало 154 мужчины и 170 женщин, имелась православная церковь.
После крестьянской реформы Александровка была отнесена Горяйновской волости. Согласно Списку населённых мест Самарской губернии по сведениям за 1889 год в деревне насчитывалось 66 дворов, проживали 447 жителей, русские православного вероисповедания. Земельный надел составлял 185 десятин удобной земли, работала ветряная мельница.
Согласно Списку населённых мест Самарской губернии 1910 года в Александровке проживали 329 мужчин и 353 женщины, земельный надел составлял 564 десятины удобной и 4 десятины неудобной земли (дарственной и купленной), имелись церковь и церковно-приходская школа.

## Физико-географическая характеристика
Деревня находится в Заволжье, на левом берегу реки Стерех и при заливе Саратовского водохранилища, образовавшемся в её низовьях, на высоте около 40 метров над уровнем моря. Почвы — чернозёмы южные.
Деревня расположена примерно в 19,5 км по прямой в южном направлении от районного центра посёлка Духовницкое. По автомобильным дорогам расстояние до районного центра составляет 24 км, до города Балаково — 73 км, до областного центра города Саратов — 240 км, до Самары — 250 км.

## Население
Динамика численности населения по годам:
| Годы      | 1859 | 1889 | 1910 | 2002 |
| --------- | ---- | ---- | ---- | ---- |
| Население | 324  | 447  | 682  | 144  |

| 2002 | 2010 |
| ---- | ---- |
| 144  | ↘88  |

Национальный состав
Согласно результатам переписи 2002 года русские составляли 92 % населения села.